# Harry Saager
Harry Saager (Bad Reichenhall, Baviera, 11 de novembre de 1919 - Hongria, 8 de maig de 1999) va ser un ciclista alemany que va ser professional entre 1946 i 1954. Va combinar la carretera amb el ciclisme en pista.

## Palmarès en ruta
- 1941
  - 1r a la Rund um Berlin
- 1942
  - 1r a la Rund um die Hainleite
  - 1r a la Rund um Berlin
- 1943
  -  Campió d'Alemanya en ruta amateur
- 1949
  - 1r a la Volta a Alemanya

## Palmarès en pista
- 1942
  -  Campió d'Alemanya en Tàndem (amb Werner Bunzel)
- 1946
  -  Campió d'Alemanya en Madison (amb Rudi Mirke)
- 1950
  -  Campió d'Alemanya en Madison (amb Heinrich Schwarzer)
- 1951
  - 1r als Sis dies de Frankfurt (amb Ludwig Hörmann)